# Sofia Cantore
Sofia Cantore (Lecco, 30 settembre 1999) è una calciatrice italiana, attaccante delle Washington Spirit e della nazionale italiana.

## Biografia
Ha un fratello maggiore, nato nel 1995, che è specializzato in biologia computazionale, e lavora nell'area di Washington.
Sa parlare correttamente l'inglese, e ha dichiarato di voler conseguire una laurea in scienze della nutrizione. È tifosa dell'Inter fin dall'infanzia.

## Caratteristiche tecniche
È un'attaccante completa, in grado di giocare sia da prima punta, sia come esterno d'attacco.
Ha dimostrato di avere velocità ed esplosività in accelerazione, nonché di essere molto abile nel dribbling; rapida nello stretto, è in grado sia di liberarsi al tiro facilmente, sia di creare occasioni per le compagne di squadra.
Ha dichiarato di ispirarsi a Diego Milito, Megan Rapinoe e Alex Morgan.

## Carriera

### Club

#### Gli inizi e il Fiammamonza
Nata a Lecco, Cantore inizia a giocare a calcio all'età di sei anni, unendosi alla squadra dell'oratorio della parrocchia di San Vittore Martire di Missaglia e giocando in una squadra mista nei campionati CSI di calcio a 7 della provincia di Lecco.
Veste la maglia dell'oratorio per otto stagioni fino all'estate 2013, quando si presenta allo stadio Gino Alfonso Sada di Monza per un provino con la Fiammamonza. Da allora si trasferisce alla società monzese, dove ha l'opportunità di continuare l'attività agonistica in un club interamente femminile. Dopo due stagioni nelle Giovanissime, nell'estate del 2015 viene aggregata in pianta stabile alla rosa della prima squadra, iscritta al campionato di Serie C regionale. Quindi, contribuisce alla promozione delle lombarde in Serie B al termine della stagione 2016-2017.

#### Juventus e prestiti

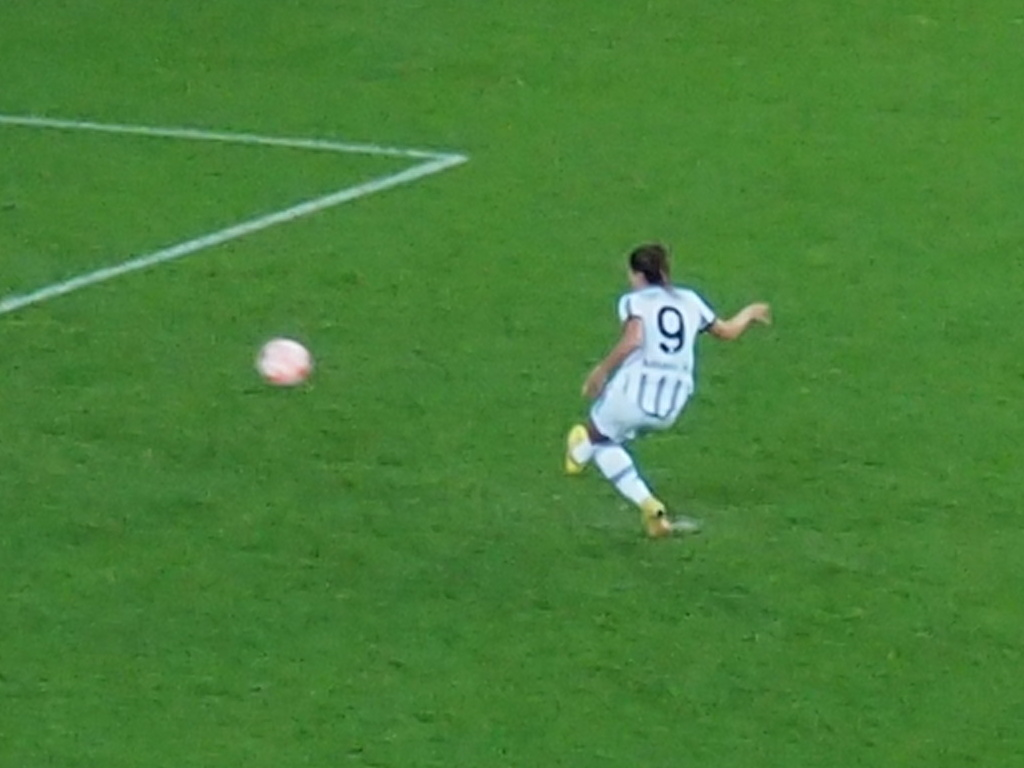
Cantore calcia un tiro di rigore per la Juventus nell'epilogo della Supercoppa italiana 2022

Nell'estate del 2017, insieme alla compagna di squadra Benedetta Glionna, passa in prestito alla neonata Juventus, nel campionato di Serie A. Dopo un avvio in sordina tra le file delle bianconere, emerge nella seconda parte della stagione; il 12 marzo 2018 sigla la sua prima rete in massima serie, quella che fissa il 2-0 finale sul campo dell'AGSM Verona, e con 4 gol in 19 gare contribuisce a fine campionato al primo e storico scudetto delle torinesi, arrivato dopo il vittorioso spareggio contro il Brescia. Al termine dell'annata, inoltre, l'età le consente di essere aggregata, insieme alle compagne della prima squadra Caruso e Glionna, alla squadra Primavera juventina per le fasi finali del campionato di categoria: tuttavia, un infortunio al legamento crociato anteriore del ginocchio le fa chiudere anzitempo questa esperienza.
I postumi del sopracitato infortunio la condizionano per tutta l'annata seguente in cui, alle prese con una lunga riabilitazione, può contribuire solo da comprimaria alla vittoria del double nazionale della Juventus. Onde farla ristabilire definitivamente, nell'estate del 2019 viene ceduta in prestito ai pari categoria del Verona, anche stavolta insieme a Glionna. Segue un altro biennio in prestito, dapprima alla Florentia S.G. e poi al Sassuolo, in entrambi i casi sempre in massima serie. Con le neroverdi, però, è costretta a concludere in anticipo la propria stagione a causa di un infortunio alla caviglia.
A partire dalla stagione 2022-2023, Cantore fa ritorno in pianta stabile alla Juventus, e nel corso del successivo triennio scala progressivamente le gerarchie dell'attacco bianconero. Infine, lungo la stagione 2024-2025, si impone fra le protagoniste della squadra, marcando 18 reti in 39 partite in tutte le competizioni; contribuisce così alla vittoria del double nazionale, con i successi in campionato, in cui viene nominata anche miglior attaccante del torneo, e in Coppa Italia. Al termine della stessa annata, viene inclusa fra le 30 candidate al Pallone d'oro femminile, risultando una delle uniche due italiane in lista, insieme a Cristiana Girelli. Con la Juventus, ha collezionato in tutto 128 presenze e 38 reti, vincendo tre Scudetti, tre coppe nazionali e una Supercoppa italiana.

#### Washington Spirit
Il 17 giugno 2025, viene annunciato il suo ingaggio a titolo definitivo da parte delle Washington Spirit, nella National Women's Soccer League, a partire dal 1º luglio seguente, per una cifra stimata di 300.000 euro: nell'occasione, diventa la prima calciatrice italiana a militare nel massimo campionato professionistico statunitense. Il successivo 9 agosto, debutta con il club washingtoniano, subentrando a Rosemonde Kouassi all'inizio della ripresa nell'incontro di campionato in casa del Gotham, conclusosi sullo 0-0. Il 16 agosto, invece, segna la sua prima rete, aprendo le marcature della partita contro il Racing Louisville, poi conclusasi sul 2-2; tre giorni dopo, segna anche il suo primo gol nella CONCACAF W Champions Cup, chiudendo l'incontro della fase a gironi con l'Alianza sul 7-0.

### Nazionale

#### Nazionali giovanili
Cantore inizia a essere convocata agli stage della Federazione Italiana Giuoco Calcio per vestire le maglie delle nazionali giovanili dal 2015. Inserita in rosa nella nazionale Under-17 dal neoresponsabile tecnico Rita Guarino per la doppia amichevole con le pari età della Danimarca dell'8 e 10 settembre 2015, viene poi confermata per la fase di qualificazione all'europeo di categoria di Bielorussia 2016. Fa il suo debutto in un torneo UEFA il 28 settembre 2015 a Skopje, in occasione del primo incontro del gruppo E vinto per 5-0 sulle pari età della Bosnia ed Erzegovina, dove è anche autrice, al 38', della rete del parziale 3-0 per l'Italia. Cantore scende in campo in cinque delle sei partite della fase di qualificazione, le tre della prima fase e due della fase élite, contribuendo all'accesso della nazionale alla fase finale con 6 reti complessive. Guarino la impiega anche in tutti i tre incontri del torneo in Bielorussia dove l'Italia, inserita nel gruppo B, non riesce a superare il turno, dopo due incontri a reti inviolate con la Repubblica Ceca e le future campionesse d'Europa della Germania, perdendo la decisiva partita con la Spagna per 3-1.
Nel febbraio 2017 il selezionatore della nazionale Under-19, Enrico Sbardella, la convoca per il torneo di La Manga. Dopo la prova ritenuta positiva, Cantore viene inserita in rosa nella squadra impegnata nella fase di qualificazione all'europeo di categoria d'Irlanda del Nord 2017, torneo dove debutta il 20 ottobre 2016, nell'incontro della prima fase di eliminazione dove l'Italia supera per 4-0 le avversarie della Macedonia del Nord, condividendo con le compagne il percorso che vede la squadra qualificarsi alla fase finale.

#### Nazionale maggiore
Il 1º dicembre 2020, Cantore debutta in nazionale maggiore, rilevando Valentina Giacinti nei minuti finali della sfida contro la Danimarca, pareggiata a reti inviolate e valida per le qualificazioni all'europeo 2022.
Il 19 febbraio 2023, dopo essere subentrata nel secondo tempo dell'incontro dell'Arnold Clark Cup con l'Inghilterra, l'attaccante segna la sua prima rete in azzurro, mettendo a segno il gol del momentaneo pareggio (1-1); la sfida si conclude infine con un 2-1 a favore delle Leonesse.

## Statistiche

### Presenze e reti nei club
Statistiche aggiornate al 19 agosto 2025.
| Stagione           | Squadra            | Campionato         | Campionato | Campionato | Coppe nazionali | Coppe nazionali | Coppe nazionali | Coppe continentali | Coppe continentali | Coppe continentali | Altre coppe | Altre coppe | Altre coppe | Totale | Totale |
| Stagione           | Squadra            | Comp               | Pres       | Reti       | Comp            | Pres            | Reti            | Comp               | Pres               | Reti               | Comp        | Pres        | Reti        | Pres   | Reti   |
| ------------------ | ------------------ | ------------------ | ---------- | ---------- | --------------- | --------------- | --------------- | ------------------ | ------------------ | ------------------ | ----------- | ----------- | ----------- | ------ | ------ |
| 2015-2016          | Fiammamonza        | C                  | ?          | ?          | -               | -               | -               | -                  | -                  | -                  | -           | -           | -           | ?      | ?      |
| 2016-2017          | Fiammamonza        | C                  | ?          | ?          | -               | -               | -               | -                  | -                  | -                  | -           | -           | -           | ?      | ?      |
| Totale Fiammamonza | Totale Fiammamonza | Totale Fiammamonza | ?          | ?          |                 | -               | -               |                    | -                  | -                  |             | -           | -           | ?      | ?      |
| 2017-2018          | Juventus           | A                  | 18+1       | 4          | CI              | 3               | 0               | -                  | -                  | -                  | -           | -           | -           | 22     | 4      |
| 2018-2019          | Juventus           | A                  | 1          | 0          | CI              | 2               | 1               | UWCL               | -                  | -                  | SI          | -           | -           | 3      | 1      |
| 2019-2020          | Verona             | A                  | 14         | 3          | CI              | 1               | 0               | -                  | -                  | -                  | -           | -           | -           | 15     | 3      |
| 2020-2021          | Florentia S.G.     | A                  | 22         | 9          | CI              | 3               | 1               | -                  | -                  | -                  | -           | -           | -           | 25     | 10     |
| 2021-2022          | Sassuolo           | A                  | 14         | 8          | CI              | 0               | 0               | -                  | -                  | -                  | SI          | 0           | 0           | 14     | 8      |
| 2022-2023          | Juventus           | A                  | 25         | 7          | CI              | 4               | 0               | UWCL               | 9                  | 2                  | SI          | 1           | 0           | 39     | 9      |
| 2023-2024          | Juventus           | A                  | 20         | 4          | CI              | 2               | 0               | UWCL               | 2                  | 2                  | SI          | 1           | 0           | 25     | 6      |
| 2024-2025          | Juventus           | A                  | 25         | 11         | CI              | 6               | 3               | UWCL               | 8                  | 4                  | SI          | -           | -           | 39     | 18     |
| Totale Juventus    | Totale Juventus    | Totale Juventus    | 89+1       | 26         |                 | 17              | 4               |                    | 19                 | 8                  |             | 2           | 0           | 128    | 38     |
| 2025               | Washington Spirit  | NWSL               | 2          | 1          | -               | -               | -               | CWCC               | 1                  | 1                  | -           | -           | -           | 3      | 2      |
| Totale carriera    | Totale carriera    | Totale carriera    | 142+       | 47+        |                 | 21              | 5               |                    | 20                 | 9                  |             | 2           | 0           | 184+   | 60+    |

### Cronologia delle presenze e delle reti in nazionale
| Cronologia completa delle presenze e delle reti in nazionale ― Italia | Cronologia completa delle presenze e delle reti in nazionale ― Italia | Cronologia completa delle presenze e delle reti in nazionale ― Italia | Cronologia completa delle presenze e delle reti in nazionale ― Italia | Cronologia completa delle presenze e delle reti in nazionale ― Italia | Cronologia completa delle presenze e delle reti in nazionale ― Italia | Cronologia completa delle presenze e delle reti in nazionale ― Italia | Cronologia completa delle presenze e delle reti in nazionale ― Italia |
| Data                                                                  | Città                                                                 | In casa                                                               | Risultato                                                             | Ospiti                                                                | Competizione                                                          | Reti                                                                  | Note                                                                  |
| --------------------------------------------------------------------- | --------------------------------------------------------------------- | --------------------------------------------------------------------- | --------------------------------------------------------------------- | --------------------------------------------------------------------- | --------------------------------------------------------------------- | --------------------------------------------------------------------- | --------------------------------------------------------------------- |
| 1-12-2020                                                             | Viborg                                                                | Danimarca                                                             | 0 – 0                                                                 | Italia                                                                | Qual. Euro 2022                                                       | -                                                                     | 90’                                                                   |
| 10-4-2021                                                             | Firenze                                                               | Italia                                                                | 1 – 0                                                                 | Islanda                                                               | Amichevole                                                            | -                                                                     |                                                                       |
| 10-6-2021                                                             | Ferrara                                                               | Italia                                                                | 1 – 0                                                                 | Paesi Bassi                                                           | Amichevole                                                            | -                                                                     | 75’                                                                   |
| 14-6-2021                                                             | Wiener Neustadt                                                       | Austria                                                               | 2 – 3                                                                 | Italia                                                                | Amichevole                                                            | -                                                                     |                                                                       |
| 21-9-2021                                                             | Karlovac                                                              | Croazia                                                               | 0 – 5                                                                 | Italia                                                                | Qual. Mondiali 2023                                                   | -                                                                     | 54’                                                                   |
| 22-10-2021                                                            | Castel di Sangro                                                      | Italia                                                                | 3 – 0                                                                 | Croazia                                                               | Qual. Mondiali 2023                                                   | -                                                                     | 68’                                                                   |
| 6-9-2022                                                              | Ferrara                                                               | Italia                                                                | 2 – 0                                                                 | Romania                                                               | Qual. Mondiali 2023                                                   | -                                                                     | 80’                                                                   |
| 10-10-2022                                                            | Genova                                                                | Italia                                                                | 0 – 1                                                                 | Brasile                                                               | Amichevole                                                            | -                                                                     | 63’                                                                   |
| 11-11-2022                                                            | Lignano Sabbiadoro                                                    | Italia                                                                | 0 – 1                                                                 | Austria                                                               | Amichevole                                                            | -                                                                     | 82’                                                                   |
| 15-11-2022                                                            | Belfast                                                               | Irlanda del Nord                                                      | 1 – 0                                                                 | Italia                                                                | Amichevole                                                            | -                                                                     | 46’                                                                   |
| 16-2-2023                                                             | Milton Keynes                                                         | Italia                                                                | 1 – 2                                                                 | Belgio                                                                | Arnold Clark Cup 2023                                                 | -                                                                     | 80’                                                                   |
| 19-2-2023                                                             | Coventry                                                              | Inghilterra                                                           | 2 – 1                                                                 | Italia                                                                | Arnold Clark Cup 2023                                                 | 1                                                                     | 56’                                                                   |
| 22-2-2023                                                             | Bristol                                                               | Corea del Sud                                                         | 1 – 2                                                                 | Italia                                                                | Arnold Clark Cup 2023                                                 | -                                                                     |                                                                       |
| 11-4-2023                                                             | Roma                                                                  | Italia                                                                | 2 – 1                                                                 | Colombia                                                              | Amichevole                                                            | -                                                                     | 85’                                                                   |
| 14-7-2023                                                             | Auckland                                                              | Nuova Zelanda                                                         | 0 – 1                                                                 | Italia                                                                | Amichevole                                                            | -                                                                     | 65’                                                                   |
| 24-7-2023                                                             | Auckland                                                              | Italia                                                                | 1 – 0                                                                 | Argentina                                                             | Mondiali 2023 - Fase a gironi                                         | -                                                                     | 74’                                                                   |
| 29-7-2023                                                             | Wellington                                                            | Svezia                                                                | 5 – 0                                                                 | Italia                                                                | Mondiali 2023 - Fase a gironi                                         | -                                                                     |                                                                       |
| 2-8-2023                                                              | Wellington                                                            | Sudafrica                                                             | 3 – 2                                                                 | Italia                                                                | Mondiali 2023 - Fase a gironi                                         | -                                                                     | 83’                                                                   |
| 22-9-2023                                                             | San Gallo                                                             | Svizzera                                                              | 0 – 1                                                                 | Italia                                                                | UEFA Women's Nations League 2023-2024 - Fase a gironi                 | -                                                                     | 72’                                                                   |
| 26-9-2023                                                             | Castel di Sangro                                                      | Italia                                                                | 0 – 1                                                                 | Svezia                                                                | UEFA Women's Nations League 2023-2024 - Fase a gironi                 | -                                                                     | 90+2’                                                                 |
| 1-12-2023                                                             | Pontevedra                                                            | Spagna                                                                | 2 – 3                                                                 | Italia                                                                | UEFA Women's Nations League 2023-2024 - Fase a gironi                 | -                                                                     | 54’                                                                   |
| 5-12-2023                                                             | Parma                                                                 | Italia                                                                | 3 – 0                                                                 | Svizzera                                                              | UEFA Women's Nations League 2023-2024 - Fase a gironi                 | -                                                                     | 88’                                                                   |
| 27-2-2024                                                             | Algeciras                                                             | Inghilterra                                                           | 5 – 1                                                                 | Italia                                                                | Amichevole                                                            | -                                                                     | 85’                                                                   |
| 9-4-2024                                                              | Helsinki                                                              | Finlandia                                                             | 2 – 1                                                                 | Italia                                                                | Qual. Euro 2025                                                       | -                                                                     | 80’                                                                   |
| 31-5-2024                                                             | Oslo                                                                  | Norvegia                                                              | 0 – 0                                                                 | Italia                                                                | Qual. Euro 2025                                                       | -                                                                     | 70’                                                                   |
| 4-6-2024                                                              | Ferrara                                                               | Italia                                                                | 1 – 1                                                                 | Norvegia                                                              | Qual. Euro 2025                                                       | -                                                                     | 54’                                                                   |
| 12-7-2024                                                             | Sittard                                                               | Paesi Bassi                                                           | 0 – 0                                                                 | Italia                                                                | Qual. Euro 2025                                                       | -                                                                     | 62’                                                                   |
| 16-7-2024                                                             | Bolzano                                                               | Italia                                                                | 4 – 0                                                                 | Finlandia                                                             | Qual. Euro 2025                                                       | -                                                                     | 65’                                                                   |
| 25-10-2024                                                            | Roma                                                                  | Italia                                                                | 5 – 0                                                                 | Malta                                                                 | Amichevole                                                            | 2                                                                     | 71’                                                                   |
| 29-10-2024                                                            | Vicenza                                                               | Italia                                                                | 1 – 1                                                                 | Spagna                                                                | Amichevole                                                            | -                                                                     | 55’                                                                   |
| 2-12-2024                                                             | Bochum                                                                | Germania                                                              | 1 – 2                                                                 | Italia                                                                | Amichevole                                                            | 1                                                                     | 57’                                                                   |
| 21-2-2025                                                             | Monza                                                                 | Italia                                                                | 1 – 0                                                                 | Galles                                                                | UEFA Women's Nations League 2025 - Fase a gironi                      | -                                                                     | 79’                                                                   |
| 25-2-2025                                                             | La Spezia                                                             | Italia                                                                | 1 – 3                                                                 | Danimarca                                                             | UEFA Women's Nations League 2025 - Fase a gironi                      | -                                                                     | 46’                                                                   |
| 4-4-2025                                                              | Solna                                                                 | Svezia                                                                | 3 – 2                                                                 | Italia                                                                | UEFA Women's Nations League 2025 - Fase a gironi                      | -                                                                     | 53’                                                                   |
| 8-4-2025                                                              | Herning                                                               | Danimarca                                                             | 0 – 3                                                                 | Italia                                                                | UEFA Women's Nations League 2025 - Fase a gironi                      | -                                                                     | 76’                                                                   |
| 30-5-2025                                                             | Parma                                                                 | Italia                                                                | 0 – 0                                                                 | Svezia                                                                | UEFA Women's Nations League 2025 - Fase a gironi                      | -                                                                     | 77’                                                                   |
| 3-6-2025                                                              | Swansea                                                               | Galles                                                                | 1 – 4                                                                 | Italia                                                                | UEFA Women's Nations League 2025 - Fase a gironi                      | 1                                                                     | 46’                                                                   |
| 3-7-2025                                                              | Sion                                                                  | Belgio                                                                | 0 – 1                                                                 | Italia                                                                | Euro 2025 - Fase a gironi                                             | -                                                                     | 51’ 72’                                                               |
| 7-7-2025                                                              | Ginevra                                                               | Portogallo                                                            | 1 – 1                                                                 | Italia                                                                | Euro 2025 - Fase a gironi                                             | -                                                                     | 57’                                                                   |
| 11-7-2025                                                             | Berna                                                                 | Italia                                                                | 1 – 3                                                                 | Spagna                                                                | Euro 2025 - Fase a gironi                                             | -                                                                     | 85’                                                                   |
| 16-7-2025                                                             | Ginevra                                                               | Norvegia                                                              | 1 – 2                                                                 | Italia                                                                | Euro 2025 - Quarti di finale                                          | -                                                                     | 90+2’                                                                 |
| 22-7-2025                                                             | Ginevra                                                               | Inghilterra                                                           | 2 – 1 dts                                                             | Italia                                                                | Euro 2025 - Semifinali                                                | -                                                                     | 73’                                                                   |
| Totale                                                                |                                                                       | Presenze                                                              | 42                                                                    |                                                                       | Reti                                                                  | 5                                                                     |                                                                       |

## Palmarès

### Club
- Serie C (calcio femminile): 1

Fiammamonza: 2016-2017
- Campionato italiano: 3

Juventus: 2017-2018, 2018-2019, 2024-2025
- Coppa Italia: 3

Juventus: 2018-2019, 2022-2023, 2024-2025
- Supercoppa italiana: 1

Juventus: 2023

### Individuale
- Gran Galà del calcio AIC: 1

Squadra dell'anno: 2022